# 蛇鞭柱
蛇鞭柱是仙人掌科蛇鞭柱属的模式种，也叫大花蛇鞭柱（其种加词意为“大花的”），原产墨西哥、中美洲和加勒比地区。蛇鞭柱和昙花一样只在夜晚开花。